# Rhacura pulchra
Rhacura pulchra är en kräftdjursart som beskrevs av Richardson1908. Rhacura pulchra ingår i släktet Rhacura, ordningen gråsuggor och tånglöss, klassen storkräftor, fylumet leddjur och riket djur. Inga underarter finns listade i Catalogue of Life.